# Priest (manhwa)
Priest (프리스트?) è un manhwa di Hyung Min Woo pubblicato in Corea del Sud da Daiwon C.I. e in Italia da J-Pop.

## Trama
La storia si svolge in diversi periodi storici: il Selvaggio West, l'era delle Crociate e i tempi moderni. Come suggerisce il titolo, il protagonista è un ex sacerdote a causa del quale il demone Temosare è stato liberato dalla Domus Forata (Domas Porada nella versione statunitense edita da Tokyopop), dove il prete Vessiel Gavar lo aveva imprigionato insieme a sé stesso. Ed è proprio a Vessiel che Ivan ha venduto parte della sua anima; nei primi volumi (ambientati nel Far West) viene presentato come un essere carico di rabbia che vaga e si sfoga uccidendo. Man mano che la storia va avanti, l'autore sembra rivelare un'attenta analisi di sentimenti molto forti come la rabbia, la sete di vendetta, la frustrazione, la fede.

## Personaggi
Ivan Isaak
È un prete interpellato da una branca della Chiesa per condurre un'indagine sulla Domus Forata, in cui è rinchiuso il demone Temosare. Nel corso dell'indagine aprirà la "Domus Forata" liberando così dalla prigionia Temosare e Vessiel i due eterni rivali. Quando ha inizio il fumetto, Ivan ha già venduto parte della sua anima a Vessiel, diventando una creatura tenuta in vita (sebbene già morta) dalla sola rabbia. È da sempre innamorato della bellissima Jenna, che non ha potuto avere.
Temosare
È un angelo decaduto appartenente alla schiera dei cherubini. Geloso delle attenzioni che Dio rivolgeva alle sue nuove creature, gli uomini, Temosare decide di ribellarsi dichiarando così guerra al proprio creatore. Durante il periodo delle Crociate si impossessa del corpo del Duca Bogus de Guillon che utilizza come mezzo per corrompere e dissacrare la fede in Dio del genere umano.
Vessiel Gavar
Personalità altissima dell'Inquisizione della Chiesa cattolica, Vessiel Gavar viene indotto da Temosare ad abbandonare la sua fede. Il demone, preso possesso del duca de Guillon, si manifesta in sogno a Matteo (Matthew), il bambino che Vessiel ha cresciuto dandogli un'educazione molto religiosa. Sotto le mentite spoglie di Dio, Temosare chiede a Matteo di commettere un omicidio. Il bambino segue l'ordine di quello che crede essere il suo Dio. Quando lo scopre, Vessiel, tradito dalla sua stessa fede, strangola il piccolo; in seguito si rende conto di ciò che è successo e decide di combattere contro Temosare. L'esito della battaglia vedrà entrambi rinchiusi nella Domus Forata.
Jenna Isaak
Figlia naturale dell'uomo che ha allevato Ivan, di cui si è innamorata.
Ester
Capo di una banda di malviventi, Ester somiglia molto a Jenna e per questo motivo riesce a salvarsi pur assistendo alle gesta sanguinose di Ivan Isaak.

## Stile
Priest si è imposto all'attenzione di pubblico e critica anche per via del disegno molto particolare. L'autore, grazie ad un tratto spigoloso, forte e poco definito (ma che allo stesso tempo mantiene una grande cura per il dettaglio - se escludiamo i primi volumi in cui era usato un tratto più pulito), è riuscito a creare uno stile del tutto personale, unico nell'ambito del fumetto orientale. Per molti versi il singolare stile grafico di Hyung Min Woo trae ispirazione dal movimento di Secessione Viennese ed in particolar modo da Egon Schiele. Altra peculiarità di Priest è l'uso nel nero come colore unico di sfondo (a differenza del canonico bianco usato nella stragrande maggioranza dei fumetti), espediente che contribuisce non poco a rendere questa opera ancor più cupa e drammatica.

## Edizioni italiane
La prima edizione italiana di Priest è del 2003, ad opera di Star Comics che la inserì nella collana Zero, nel tentativo di presentare il fumetto coreano al grande pubblico. La pubblicazione si alternava mensilmente con quella di Model di Lee So Young, ma entrambe furono interrotte al secondo volume. Nel 2006 l'editore Edizioni BD, sotto l'etichetta J-Pop, ha ripreso la pubblicazione di entrambe le opere in volumi pregiati.
La versione Star Comics presentava alcune differenze nella traduzione e nell'adattamento. Alcuni nomi erano stati semplicemente trascritti in modo diverso, cosa abbastanza normale (quello che nella versione J-Pop si chiama Vessiel, per esempio, si chiamava Bethiel, mentre si chiama Betheal nell'edizione Tokyopop). Ma la differenza sostanziale era nell'adattamento del culto di Temosare, diventato culto della Santa Madre nel tentativo di fare una traduzione di quello che nelle altre versioni è stato interpretato semplicemente come il nome del demone.

### Volumi
| Nº | Data di prima pubblicazione                          | Data di prima pubblicazione | Data di prima pubblicazione |
| Nº | Italiano                                             | Italiano                    |                             |
| -- | ---------------------------------------------------- | --------------------------- | --------------------------- |
| 1  | ottobre 2003 (Star Comics) 15 gennaio 2006 (J-Pop)   | ISBN 978-88-89574-56-0      |                             |
| 2  | dicembre 2003 (Star Comics) 22 febbraio 2006 (J-Pop) | ISBN 978-88-89574-57-7      |                             |
| 3  | 30 marzo 2006                                        | ISBN 978-88-89574-55-3      |                             |
| 4  | 11 maggio 2006                                       | ISBN 978-88-89574-87-4      |                             |
| 5  | 13 giugno 2006                                       | ISBN 978-88-89574-88-1      |                             |
| 6  | 29 giugno 2006                                       | ISBN 978-88-89574-89-8      |                             |
| 7  | 1º agosto 2006                                       | ISBN 978-88-6123-009-5      |                             |
| 8  | 12 settembre 2006                                    | ISBN 978-88-6123-010-1      |                             |
| 9  | 9 ottobre 2006                                       | ISBN 978-88-6123-011-8      |                             |
| 10 | 19 febbraio 2007                                     | ISBN 978-88-6123-039-2      |                             |
| 11 | 19 aprile 2007                                       | ISBN 978-88-6123-040-8      |                             |
| 12 | 24 maggio 2007                                       | ISBN 978-88-6123-041-5      |                             |
| 13 | 30 agosto 2007                                       | ISBN 978-88-6123-112-2      |                             |
| 14 | 27 settembre 2007                                    | ISBN 978-88-6123-113-9      |                             |
| 15 | 15 novembre 2007                                     | ISBN 978-88-6123-171-9      |                             |
| 16 | 17 gennaio 2008                                      | ISBN 978-88-6123-172-6      |                             |

## Film
Un film in live action è uscito nel 2011, prodotto da Screen Gems e distribuito da Sony Pictures. Diretto da Scott Stewart, già regista di Legion. La parte del protagonista Ivan Isaacs è stata affidata a Paul Bettany, il resto del cast comprende Stephen Moyer, Cam Gigandet, Maggie Q e Karl Urban.